# مرحلة المرآة

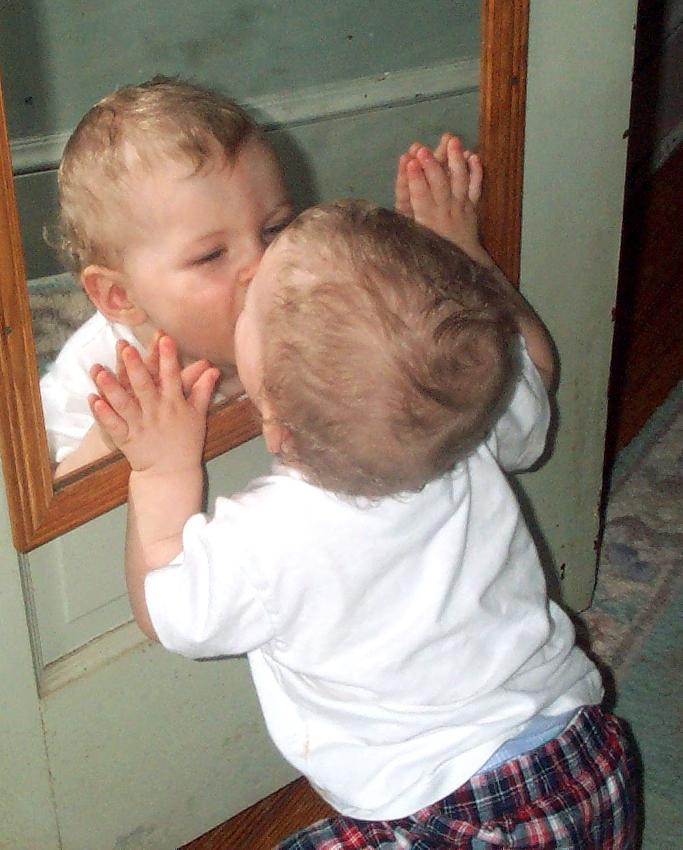
الصورة تبين طفل صغير ومرآة

مرحلة المرآة(بالإنجليزية: Mirror stage)‏ (الفرنسية: stade du miroir) هي مفهوم في نظرية التحليل النفسي لجاك لاكان. وتستند إلى الاعتقاد بأن الأطفال يتعرفون على أنفسهم في مرآة (واقعي) أو غيرها من البدع الرمزية التي تُحرض على الإدراك (تحويل النفس إلى كائن يمكن أن ينظر إليه الطفل من خارج نفسه) من سن ستة شهور.
في البداية، اقترح جاك لاكان أن مرحلة المرآة كانت جزءًا من تطور الرضيع من 6 إلى 18 شهرًا، كما هو موضح في المؤتمر الدولي الرابع عشر للتحليل النفسي في مارينباد في عام 1936. بحلول أوائل الخمسينيات، تطور مفهوم جاك لمرحلة المرآة "لم تعد تعتبر مرحلة المرآة لحظة في حياة الرضيع، ولكنها تمثل بنية دائمة من الذاتية، أو كنموذج فكري "النظام التخريبي". هذا التطور في تفكير جاك يتضح في مقالته الأخيرة بعنوان "تخريب الموضوع وجدلية الرغبة".

## تاريخ التنمية
كان مفهوم جاك لاكان للمرآة مستوحى بقوة من العمل الذي قام به في وقت سابق عالم النفس هنري والون، الذي تكهن استناداً إلى ملاحظات الحيوانات والإنسان الذي يستجيب لآرائهم في المرايا. وأشار هنري إلى أنه بحلول عمر ستة أشهر، يكون الرضيع والشمبانزي قد تعرفوا على انعكاسهم في المرآة. في الوقت الذي يفقد فيه الشمبانزي الاهتمام بالاكتشاف بسرعة، يصبح الأطفال عادةً مهتمين للغاية ويكرسون الكثير من الوقت والجهد لاستكشاف الروابط بين أجسادهم وصورهم.في ورقة نشرت عام 1931، قال هنري والون أن المرايا ساعدت الأطفال على تطوير شعورهم بالهوية الذاتية. ولكن في وقت لاحق، أشارت أبحاث اختبار المرآة إلى أن الأطفال الصغار عادة ما يكونوا مفتونين بالمرايا، لذلك لا يتعرفون فعليًا على المرايا حتى عمر 15 شهرًا، وهو أحد الناقدين الذين تلقوا تدريباً ذا تأثير نفسي «لا يوجد دليل على الإطلاق على فكرة لاكان للمرآة». وبالمثل، يشير الطبيب ريمون تالليس إلا أن التفسير الحرفي لمرحلة المرآة اللاكانية يتناقض مع الملاحظات التجريبية حول هوية الإنسان وشخصيته:«إذا كان النضج المعرفي وتشكيل صورة العالم يعتمدان على اللحاق بالذات في المرآة، كانت نظرية (مرحلة المرآة) تتنبأ بأن الأفراد المكفوفين خلقياً يفتقرون إلى الذات وأنهم غير قادرين على دخول اللغة أو المجتمع أو العالم بأسره، ولا يوجد دليل على الإطلاق على أن هذه النتيجة غير المنطقية للنظرية قد تم إثباتها في الممارسة العملية.»
كانت أفكار والون حول المرايا في نمو الرضع غير فريدة من نوعها، وغير معروفة حتى تم احيائها بعد بضع سنوات من لاكان. وكما كتب إيفانز، «استخدم لاكان هذه الملاحظة كنقطة انطلاق لتطور الذات البشرية التي كانت في كثير من الأحيان بطبيعتها ضمنية». حاول لاكان ربط أفكار والون بالتحليل النفسي الفرويدي، لكنه قوبل بلا مبالاة من من علماء التحليل الفرويديين.
في الثلاثينيات من القرن الماضي، حضر لاكان ندوات شارك فيها أليكساندر كوجيف، الذي تأثرت فلسفته بشكل كبير بهيغل. تأثر الهيكل التاريخي لنظرية مرحلة المرآة بتفسير كوجيف للجدلية الرئيسية للعبد. وتعديل مفهوم مرحلة المرآة من خلال ما تبقى من حياته المهنية.
يجادل ديلان إيفانزبأن نسخ لاكان الأولى من مرحلة المرآة، بالرغم من أنها معيبة، لكن يمكن اعتبارها رائدة في مجال علم السلوك (علم سلوك الحيوان (الإيثولوجيا)) وسلعة لكل من علم النفس المعرفي وعلم النفس التطوري. في الثلاثينيات من القرن العشرين، كان علماء الحيوان يهتمون بشكل متزايد بمجال علم الاكسات الجديد آنذاك، لكن المجتمع السينمائي الأكبر لم يكن حتى الستينيات يعتقد أن سلوك الحيوان قد قدم أي تبصرات في السلوك البشري.
ومع ذلك، يشير إيفانز أيضًا إلى أنه بحلول عام 1950، أصبح مفهوم مرحلة المرآة من لاكان تجريد إلى درجة أنه لم يعد بحاجة إلى مرآة، ولكن يمكن ببساطة أن يكون ملاحظة الطفل للسلوك الملحوظ في الإيماءات المقلدة لطفل أو شيخ آخر.

## كظاهرة
بينما يقوم لاكان بزيادة تطور مفهوم مرحلة المرآة، فإن الضغط يقل عن قيمته التاريخية وأكثر من ذلك على قيمتها الهيكلية. تشير «القيمة التاريخية» إلى التطور العقلي للطفل و«القيمة الهيكلية» للعلاقة مع صورة الجسد.أشار لاكان في "La relation d'objet" بأن «مرحلة المرآة هي أبعد ما تكون عن مجرد ظاهرة تحدث في نمو الطفل. إنها توضح الطبيعة المتعارضة للعلاقة المزدوجة». العلاقة الثنائية لا تشير فقط إلى العلاقة بين الهو والأنا والأنا العليا وجسم الإنسان، والتي تتميز دائما بأوهام التشابه والمعاملة بالمثل، ولكن أيضاً إلى العلاقة بين الخيال والحقيقة. توفر الهوية المرئية التي يتم الحصول عليها من المرآة «شكلًا» خياليًا لتجربة حقيقية مجزأة.
تصف مرحلة المرآة تشكيل الأنا عبر عملية تحديد الهوية، فالأنا هي نتيجة تحديد الصورة المرئية الخاصة. في عمر الستة أشهر يكون الطفل لا يزال يفتقر تآزرية العضلات(انظر لويس بولك). ومع ذلك، افترض لاكان أن الطفل يستطيع التعرف على نفسه في المرآة قبل تحقق السيطرة على حركاته الجسدية. يرى الطفل صورته ككل، ولكن هذا يتناقض مع عدم وجود تنسيق للجسم ويقود الطفل إلى إدراك جسد مجزأ. هذا الافتراض يشعر به الطفل لأول مرة على أنه تنافس له صورته الخاصة؛ لأن جمال الصورة يهدده بالتجزؤ. وبالتالي فإن مرحلة المرآة تؤدي إلى توتر عدواني بين الموضوع والصورة. لحل هذا التوتر العدواني، يحدد الموضوع بالصورة: هذا التعريف الأساسي مع النظير هو ما يشكل الأنا. (إيفانز، 1996) لحظة تحديد الهوية عند لاكان هي لحظة من الابتهاج لأنها تؤدي إلى شعور خيالي من الإتقان. ومع ذلك، قد يكون الابتهاج مصحوبًا أيضًا برد فعل اكتئابي، عندما يقارن الرضيع شعوره الخاص غير المستقر بالسيطرة مع القدرة الكلية للأم. (La relation d'objet) يتضمن هذا التعريف أيضًا الأنا المثالية التي تعمل كوعود للتوافق المستقبلي مع الأنا.
تُظهِر مرحلة المرآة، كما افترض لاكان أن الأنا هي نتاج سوء الفهم معبراً عنه بمصطلح لاكان "méconnaissance"، حيث يتضمن اعترافًا كاذبًا. بالإضافة إلى ذلك، فإن مرحلة المرآة هي المكان الذي يصبح فيه الشخص مغتربًا عن نفسه.
مرحلة المرآة لها بعد رمزي كبير. حيث أن الترتيب الرمزي موجود في شخصية الشخص البالغ الذي يحمل الرضيع: بعد أن افترض هذا الموضوع بسعادة صورته الخاصة، يدير رأسه نحو هذا الشخص البالغ الذي يمثل الآخر الكبير، كما لو كان ينادي به للتصديق على هذه الصورة. (الحلقة الدراسية العاشرة، "L'angoisse"،1962-1963)

## قراءات إضافية
- The Seminars of Jacques Lacan
- An Introductory Dictionary of Lacanian Psychoanalysis - Dylan Evans

## وصلات خارجية
- Chronology of Jacques Lacan
- Lacan Dot Com
- Article on LacanOnline.com exploring Lacan's mirror stage theory in greater depth